# 和田吉野川

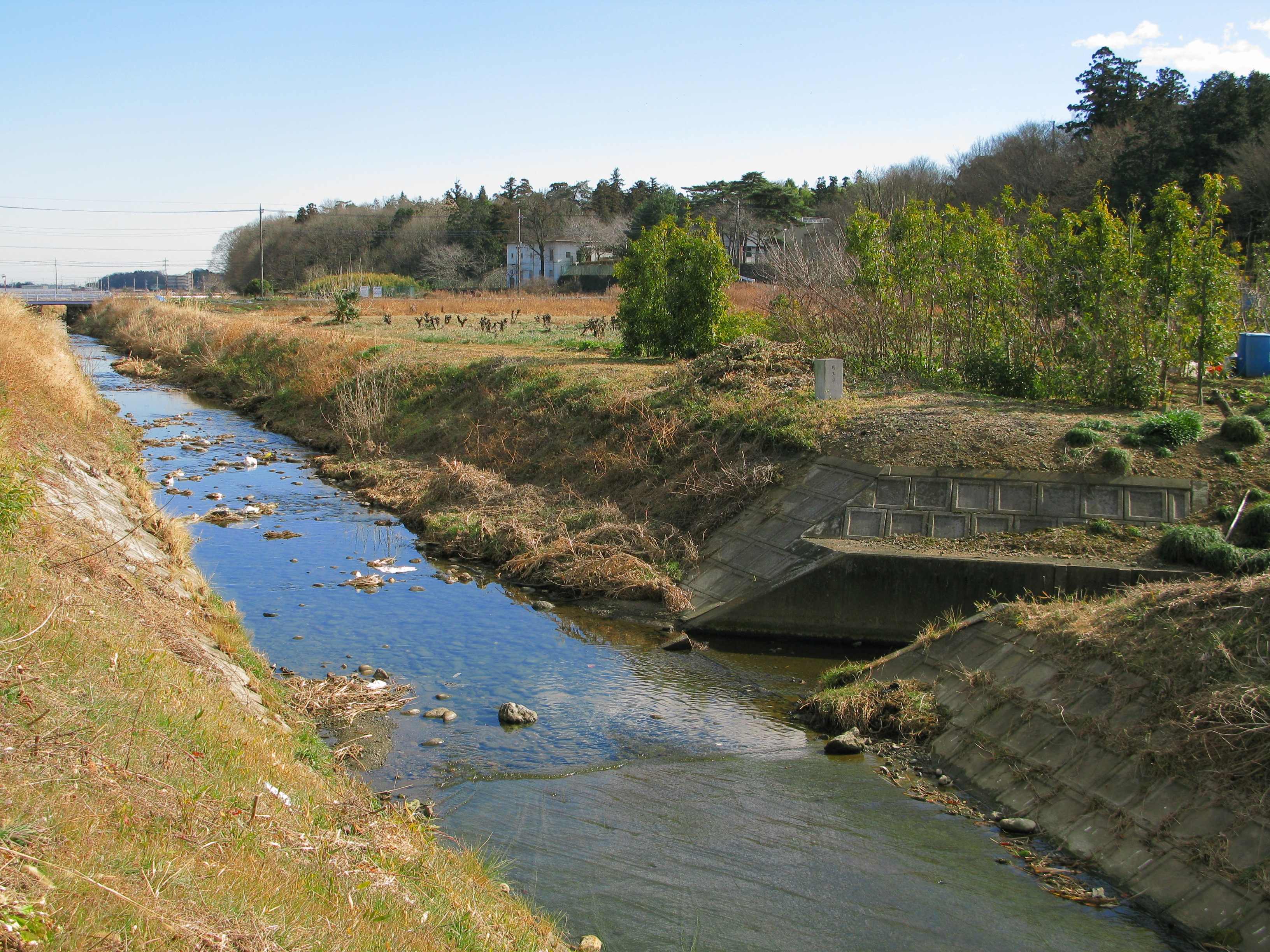
管理起点付近（熊谷市成沢地区）

和田吉野川（わだよしのがわ）は、埼玉県北部を流れる一級河川。荒川水系の支流で、流路延長は12.5キロメートル（内、埼玉県管理区間11.2キロメートル）。

## 地理
深谷市本田の田園地帯の排水に源を発する。深谷市から熊谷市、東松山市と概ね東から南東方向へと荒川の右岸側を並行するように流れ、途中右岸に和田川、左岸に通殿川を合流した後、吉見町上砂で荒川の右岸に合流する。右岸沿いの比企丘陵からの伏流水が豊富で、渇水期である冬季でも瀬切れが発生することは無い。
下流部は河川の規模の割りに高い堤防が設けられている。国道407号の吉野橋より下流の岩橋にかけて河川改修事業が行なわれ、流路変更や橋の架け替えが行われている。また、吉野橋より上流側についても河川改修が計画されている。

## 歴史
和田吉野川は、かつての入間川水系に属し、市野川へ合流した。
1629年に伊奈忠次による荒川の瀬替え（荒川の西遷）により荒川が熊谷市の久下で締め切られ、和田吉野川の吉見町上砂の地点に付け替えられ、荒川本流が流れることになった。また、寄居町や深谷市を流れる吉野川も和田吉野川の一部であったが、明治初期に北側につなぐ水路が開削されて荒川に流れるようになり、吉野川本流が分離した。また、和田吉野川の呼称は元々は和田吉野川と和田川の合流点より下流を示していて、それより上流側は吉野川であったが、現在はその上流側も和田吉野川と称している。

## 流域自治体
- 深谷市
- 熊谷市
- 熊谷市
- 滑川町
- 東松山市
- 鴻巣市
- 吉見町

## 流域の施設・名所
- 鹿島古墳群
- 熊谷市立吉岡小学校
- 熊谷市立吉岡中学校
- 立正大学熊谷キャンパス
- 国営武蔵丘陵森林公園
- 相上堤 - 江戸時代初期に水害防止を目的として築かれた控堤[9]
- 箕甲山保安寺 - あじさい寺
- 桜リバーサイドパーク
- 埼玉県道155号さいたま武蔵丘陵森林公園自転車道線（荒川サイクリングロード）
- 鏡ケ淵（荒川の洪水でできた河跡湖）
- 長島記念館
- 吉見ゴルフコース

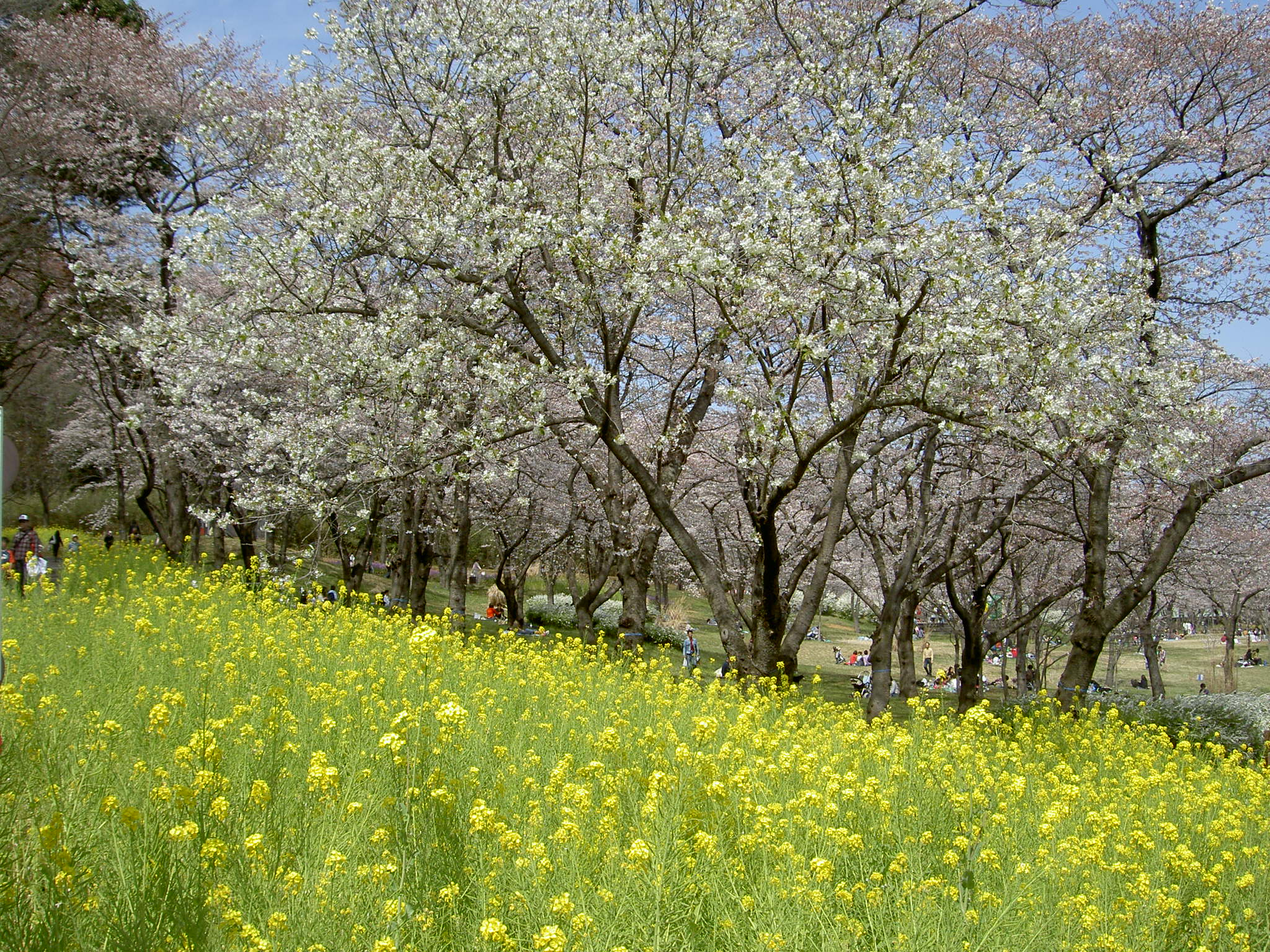
森林公園（花木園）
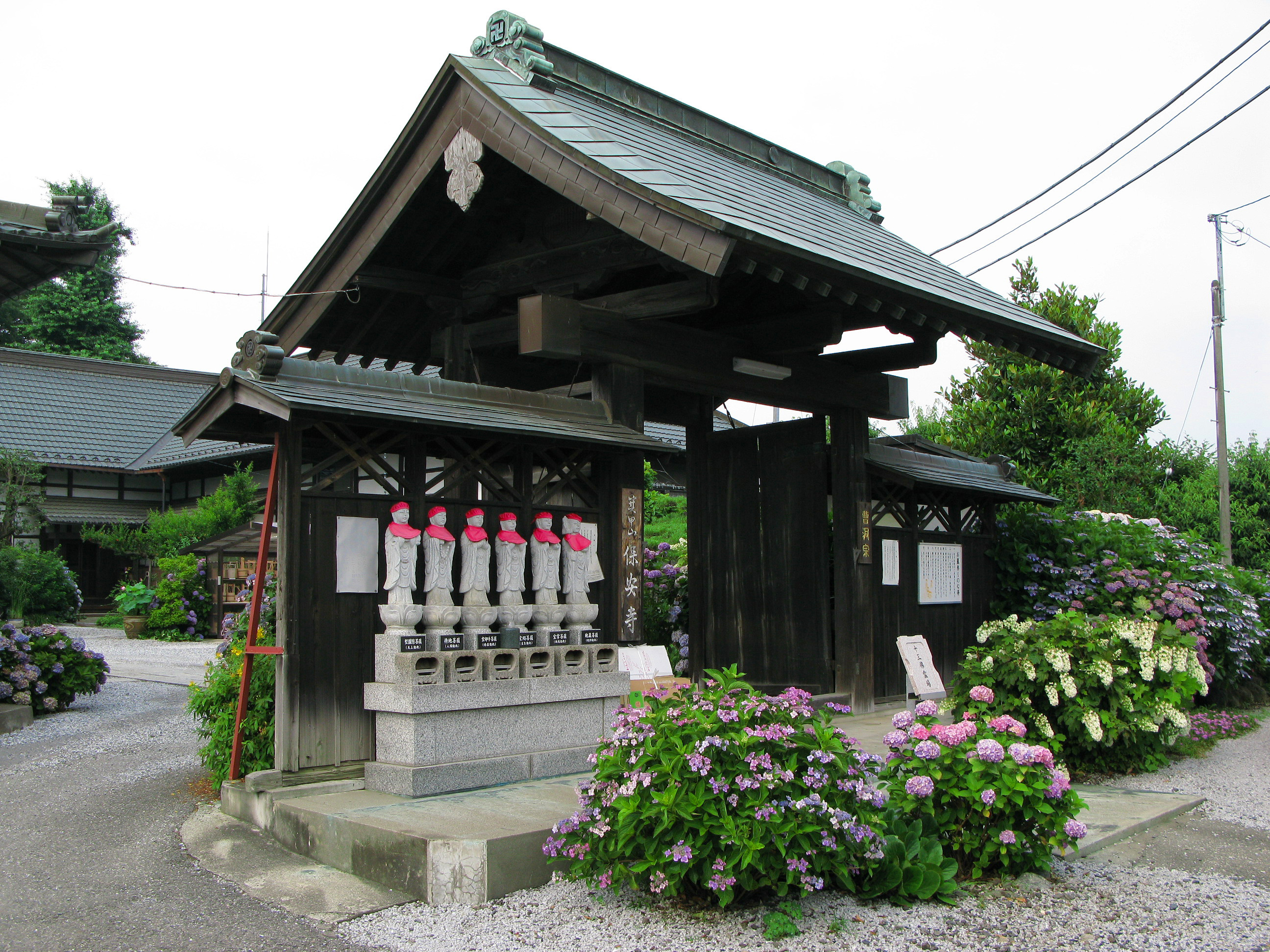
箕甲山保安寺

## 支流
- 和田川
- 九頭龍川
- 通殿川

## 橋梁
上流から
- 長尻1号橋
- 埼玉県道385号武蔵丘陵森林公園広瀬線（旧熊谷東松山道路）
- 万吉橋（埼玉県道11号熊谷小川秩父線）
- 名称不明
- 第一和田吉野橋（埼玉県道173号ときがわ熊谷線バイパス）

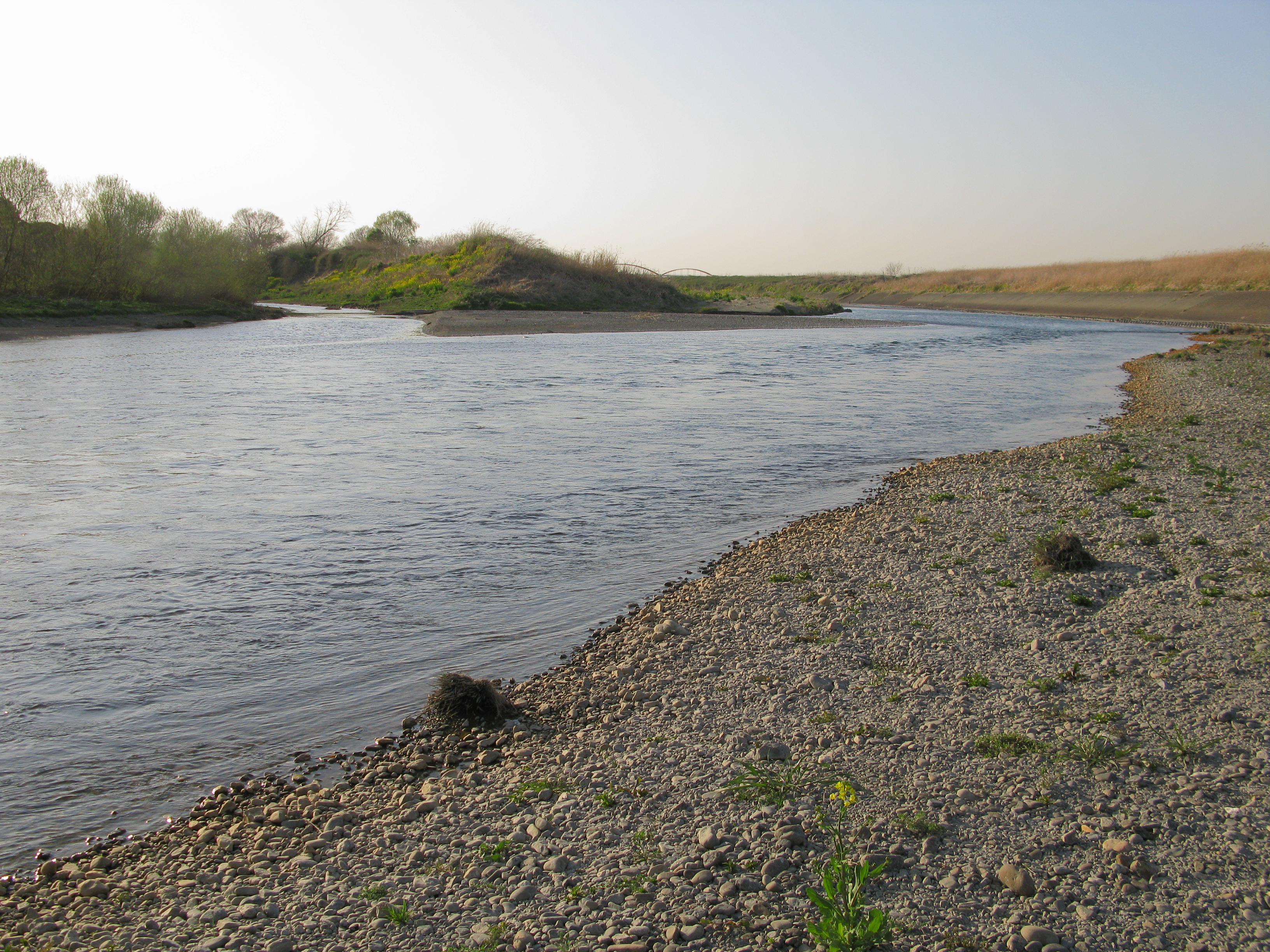
和田吉野川と荒川の合流点

- 万本橋
- 2号橋
- 新開橋（埼玉県道173号ときがわ熊谷線）
- 3号橋
- 吉野橋[4]（国道407号）
- 平塚橋
- ささら橋
- 西の原橋
- 恩田橋
- 岩橋
- 篭橋
- 簀子橋
- 膝喰橋（埼玉県道257号冑山熊谷線）

- 玉作橋（大里比企広域農道）
- 玉作水門
- 農耕地連絡橋1号（冠水橋）
- 農耕地連絡橋2号（冠水橋）
- 大芦橋（埼玉県道66号行田東松山線）
- 吉見橋
- 荒川水管橋
- 名称不明（冠水橋）
- 名称不明（冠水橋）